# Lego Alpha Team
LEGO Alpha Team é um jogo de computador de ação lançado em 2000, pela LEGO Media, para a plataforma PC.
O jogo foi originalmente desenvolvido para a LEGO Media pela premiada empresa de efeitos digitais Digital Domain. Enquanto estava na fase de desenvolvimento o seu título de trabalho era "LEGO Logic", e a equipe era denominada como "TILT" ("Trans-International LEGO Team"). Na sequência foram produzidos diversos jogos on-line utilizando Macromedia Flash.

## Enredo
Neste jogo, o Agente Dash necessita resgatar os outros membros da equipe em poder da Ogel e parar a produção das esferas de controle da mente. Assim que consegue resgatar cada agente, o jogador pode recorrer à ajuda deles em determinados níveis. O último nível, "Mission Control", envolve deter o lançamento de um foguete secreto para impedir a Ogel de dominar o mundo.